# 許仲琳
許 仲琳(きょ ちゅうりん)は、中国明朝の小説家・著作家。神怪小説『封神演義』の最も古い版本には許仲琳の名が記されており、『封神演義』作者説を持つ人物の一人である。だが『封神演義』以外では特に伝記は残されておらず、低層の知識人である可能性や、誰かの仮構した名前である可能性も指摘されている。また「鐘山逸叟」と号していることから、南京に住んでいたとする説もある。
| スタブアイコン | サブスタブ | この項目は、まだ閲覧者の調べものの参照としては役立たない、文人（小説家・詩人・歌人・俳人・作詞家・作家・放送作家・随筆家（コラムニスト）・文芸評論家）に関連した書きかけの項目です。この項目を加筆・訂正などしてくださる協力者を求めています（P:文学/PJ:作家）。 |